# Eublemma quadrapex
Eublemma quadrapex is een vlinder uit de familie van de spinneruilen (Erebidae). De wetenschappelijke naam van deze soort werd voor het eerst voorgesteld als Mestleta quadrapex door George Francis Hampson in een publicatie uit 1891.
De soort komt voor in India (Tamil Nadu) en Japan.